# Стадион у Бати
1° 49′ 23″ N 9° 47′ 11″ E / 1.82306° С; 9.78639° И
Стадион у Бати (шп. Estadio de Bata) је вишенаменски стадион у Бати, Екваторијална Гвинеја.
Стадион је имао капацитет од 22.000 гледалаца, а недавно је проширен на 35.000 седишта. Један је од стадиона домаћина за фудбалске утакмице Афричког купа нација 2012, укључујући церемонију отварања и полуфиналну утакмицу. Стадион је завршен 2007. Ту су игране утакмице Афричког купа нација за жене 2008.
Стадион се налази неколико километара од обале, поред спортског комплекса тренутно у изградњи који ће имати спортску халу, покривени базен и хотел.